# Huzziya II
Huzziya II  fue un rey de Hatti, sucesor de Zidanta II, que gobernó en el siglo XV a. C.

## Biografía
Como sucede con casi todos los gobernantes del periodo oscuro (o reino medio), se desconoce casi todo de su reinado. Murió asesinado por su sucesor, Muwatalli I.